# Sic bo
Il Sic bo (骰寶), noto anche come Tai sai (大細), Dai siu (大小), big and small oppure hi-lo è un gioco d'azzardo di origine cinese, giocabile tramite tre dadi a sei facce e un tavolo appositamente preparato.

## Diffusione
Il Sic bo è molto popolare in Asia, in particolare è tra i più giocati nei casinò di Macao (con il nome di Dai siu). È molto presente anche nelle Filippine con il nome di Hi-lo.
È stato introdotto anche negli Stati Uniti d'America all'inizio del ventesimo secolo dagli immigrati cinesi, per questo è possibile trovarlo anche in alcuni casinò nordamericani. Sempre a causa della forte immigrazione cinese è presente anche in Nuova Zelanda, e a partire dal 2002 è legale giocarlo anche nel Regno Unito.

## Regole
Si tratta di un gioco di puro azzardo, i giocatori poggiano la quantità di fiches desiderata sulle aree del tavolo corrispondenti alla puntata che vogliono effettuare. Il croupier agita tre dadi da sei all'interno di un contenitore chiuso, quando le puntate sono terminate il croupier scopre i dadi e coloro che hanno effettuato una puntata vincente ricevono la vincita corrispondente, proporzionata alla difficoltà della scommessa.
Le puntate Big, Small, Pari e Dispari sono le più usate, perché si tratta delle più facili da indovinare (48,61% di probabilità ciascuna), però di conseguenza sono le meno proficue, venendo pagate alla pari 1 a 1.
La Tripla specifica al contrario è la più difficile da indovinare (0,46% di probabilità) ma al contempo è anche la più proficua essendo pagata, a seconda del casinò, fino a oltre 200 a 1.
Le puntate possono essere le seguenti:
- Big: il totale dei dadi è compreso tra 11 e 17.
- Small: il totale dei dadi è compreso tra 4 e 11.
- Pari: il totale dei dadi è un numero pari (il triplo 3 però non dà diritto alla vincita).
- Dispari: il totale dei dadi è un numero dispari (il triplo 1 però non dà diritto alla vincita).
- Tripla generica: i tre dadi avranno tutti lo stesso valore.
- Tripla specifica: i tre dadi avranno tutti lo stesso valore e viene indicato tale valore.
- Doppia: due dei tre dadi avranno lo stesso valore, di cui però è necessario indicare anche il valore (non è ammessa la Doppia generica).
- Totale: il giocatore punta sulla somma del valore dei tre dadi, si può puntare dal 4 al 17 compresi (non sono ammesse puntate sul 3 e sul 18)
- Combinazione: due dei tre dadi mostreranno una specifica combinazione scelta dal giocatore.
- Dado singolo: uno dei tre dadi mostra il valore prescelto.